# Caspar Danckwerth
Caspar Danckwerth (1605 i Oldensvort/ Ejdersted – 1672 i Husum) var en dansk-tysk historisk-topografisk forfatter og læge.
Danckwerth har været borgmester i Husum fra ca. 1641.
Caspar G. W. Danckwert er forfatter til: Newe Landesbeschreibung Der Zwey Hertzogthümer Schleswich und Holstein, der udkom i Husum 1652. Hvortil kartografen Johannes Mejer udarbejdede sine mange kort over områder i hertugdømmerne.